# 資通電腦
資通電腦股份有限公司（Ares international corp.），簡稱資通電腦，是一家跨國金融系統及企業軟體服務供應廠商，成立於1980年12月3日。總部位於台灣臺北市，另在新竹、台中與中國大陸亦設有據點，員工總人數約300人。
其產品服務包括 HCP 人力資源管理系統、ciMes 製造執行系統、ARES PP 文件加密系統、金融整合系統、軟體測試系統、資訊安全軟體。金融系統運用SWIFT與國際接軌，其國內銀行海外分行核心系統、製程自動控制系統、人力資源管理系統市占率第1的廠商。
資通在1999年台股上櫃，2001年9月17日轉於臺灣證券交易所上市（臺證所：2471）。

## 沿革
- 1980年：
  - 資通電腦成立。
- 1997年：
  - 投資設立會通資訊股份有限公司，專門研發與銷售ERP系統。
- 1999年：
  - 台股掛牌上櫃（代號：5379）[5]。
- 2001年：
  - 轉上市掛牌（臺證所：2471）。
  - 成立上海子公司。
- 2003年：
  - 增加三家子公司：艾加科技股份有限公司、WELJOIN TECHNOLOGIES LIMITED、中國蘇州艾加軟件。[6]
- 2008年：
  - 在瓜地馬拉設立PKI經銷商。投資新加坡Blitz IT Consultants(BLITZ)。
- 2009年：
  - 在尼泊爾、巴基斯坦與不丹設立PKI經銷商。
- 2013年：
  - 成為第1屆潛力中堅企業[7]。
- 2016年：
  - 與泰國SVOA集團旗下的DataOne Asia合作開發東南亞ERP市場[8]。
- 2017年：
  - 中國子公司在蘇州區域股權市場掛牌（代號：990077）[9]。
- 2018年：
  - 與泰國SVOA集團共同投資成立公司ARES International (Thailand) Co., Ltd.[10]。
- 2020年：
  - 合併 100％ 持股之子公司 「艾加科技股份有限公司」[11]。
  - 與 KPMG 共同提供企業財報自編方案[12]。
- 2021年：
  - 資通電腦獲 ISO 27001 認證，接軌國際資安防護。
  - 榮獲經濟部工業局技術服務機構能量登錄證書：涵蓋「資訊技術服務」與「軟體產品」兩大類，通過四項技術登錄[13]。
- 2022年：
  - 資通電腦通過工業局資安能量登錄九大項目認證[14] ，展現在資訊安全領域的整合服務能力。
- 2023年：
  - 投資 物聯網新創公司 IoT 邁森科技，以加速推動智慧製造與工業物聯網應用。
- 2024年：
  - 通過最新版本的 ISO 27001:2022 認證[15]，資安管理流程再升級。
  - ARES PP 文件加密軟體導入 AI 解密異常行為偵測功能，針對企業內部文件使用行為監控。
  - eGUI/GV/NM 系統的智能客服系統。
  - 榮獲數位發展部「人工智慧技術服務能量登錄」認證肯定。

## 主要產品與服務

### 金融、銀行
- 衍生性金融商品評價系統
- eAresBank 海外分行核心系統
- 財務交易系統
- Nuntio 法規報表申報平台
- 投資組合管理系統
- AFEIS 國內外匯電腦整合系統
- KYC 混合雲名單掃描系統
- AML 洗錢防制解決方案
- 原始保證金解決方案
- 外匯議價系統

### 企業、工廠
- HCP 人力資產規劃系統：主要應用於中大型與跨國企業設計，支援複雜排班、彈性薪資、多國稅務與合規需求，具備多公司、多語言、多幣別功能，並可與企業既有 ERP 系統整合。使用者可自訂管理規則，並可產出 ESG 相關報表。系統提供地端部署選項，以支援資料安全及企業擴編需求。
- 招募管理系統：針對中大型企業所開發的數位化招募平台。系統支援招募流程自動化，包括職缺管理、AI 履歷篩選與面試排程等功能，並可與企業內部人力資源系統（如 HCP）整合。平台支援多語系、多職缺同步刊登，協助企業建立人才資料庫與管理應徵者資訊。
- ciMes 製造執行系統：協助工廠即時派工與回報、機台參數收集、生產進度控管，以及條碼記錄以建立生產履歷。系統亦整合物聯網（IoT）設備與感測元件，以加強製程監控與資訊追蹤。ciMes 主要應用於半導體、紡織、LED、注塑成型等多個產業，並通過 Web‑based 架構支援多語系跨廠區管理。該系統曾榮獲台灣精品獎[16]，並入選國際研究機構 Gartner 報告中推薦的台灣 MES 解決方案之一。
- eGUI 電子發票管理系統：支援與企業內部 ERP、POS、訂單管理系統整合，可自動產生與傳輸電子發票資訊，並提供集中式管理平台。系統功能包括自動對帳、作廢處理、折讓單管理與稅務申報報表產製，用以簡化財會部門流程並提升作業效率。
- Oracle ERP 企業資源規劃系統：由資通電腦提供 Oracle ERP 導入與整合服務，涵蓋 ERP 導入規劃、客製化開發、異質系統整合、版本升級與系統維護等項目。該公司亦提供顧問諮詢，協助中大型企業在財務管理、採購管理、製造管理與供應鏈管理等領域建置企業資源規劃解決方案。
- 財報自行編製軟體：資通電腦提供全方位的財報自行編製解決方案，包含財報編製工具（如 CaseWare）與資料追蹤平台（CONVERGE）。系統能自動彙整帳務資料，生成財務報表、合併報表及揭露文件，適用於上市櫃公司及大型集團。該方案協助企業簡化繁複的工作流程，提升財報編製效率，同時符合主管機關的法規與會計原則要求。此外，公司亦提供導入與教育訓練服務，協助企業順利上線並掌握系統操作。

### 資訊安全
- ARES PP 文件加密軟體：ARES PP 是由資通電腦自主研發的文件與檔案保護解決方案，提供資料加密、權限控管與稽核機制。該系統無需在 Client 端安裝代理程式即可使用，並支援行動裝置。軟體搭載 AI 驅動的解密異常行為偵測功能，能自動擷取檔案使用記錄，標註可能的異常行為以提醒管理者，有效防範內部不當操作。系統支持彈性授權，並提供離線文件破解防禦偵測，配合詳實的稽核紀錄，符合個人資料保護相關法規要求。
- uPKI 公鑰基礎架構安控系統：提供的公鑰基礎架構（PKI）解決方案，整合金鑰與憑證管理平台，支援電子簽章、身分認證、加解密及合法授權功能。系統同時支援多種智慧卡，具備智慧卡自動修補功能，適用於多種憑證類型，提升使用便利性與安全性。該系統旨在強化企業資訊安全架構，確保電子訊息交換過程中的身份驗證與資料保護。
- Fortify 原始碼檢測工具 (經銷) ：提供靜態源碼分析（SCA[17]）與動態應用程式安全測試（DAST[18]）功能。該工具能夠在軟體開發階段檢測安全漏洞及弱點，並提供修補建議，協助金融、製造與政府等行業強化網站與應用程式的資安防護，降低網路風險。
- Comodo 端點安全管理方案 (經銷) ：為端點安全[19]與勒索病毒防護解決方案，具備行為分析、防毒及應用程式控制功能。系統採用預設拒絕（Default Deny）策略，透過自動沙箱隔離未知程式，有效阻擋勒索軟體及進階持續性滲透攻擊（APT）。此外，提供黑白名單管理，強化企業終端裝置的安全防護。
- KnowBe4 資安課程平台 (經銷)：提供資安意識訓練與模擬網路釣魚攻擊的教育平台，包含超過 1,400 個資訊安全課程，支援 30 多種語言。該平台透過模擬釣魚攻擊與多元教育訓練，協助企業提升員工對社交工程攻擊、勒索軟體及其他網路安全威脅的警覺性與防禦能力。

### 服務與支援
- 政府專案服務、專業軟體外包、MIS、IT 資訊外包、程式外包、工程師駐點。

- SI 系統整合服務[20]，整合 ERP、人資系統、CRM、SCM 等內外部系統，讓資料更即時流通、提升企業作業效率與決策品質，適用於各行各業，包括科技業、製造業、政府機關、教育機構、電商…等。

### 市場地位與成就
資通電腦股份有限公司為台灣上市的資訊服務公司，業務涵蓋企業資源規劃（ERP）、製造執行系統（MES）、金融系統與政府資訊專案，具備自有研發能力與資安整合技術。公司客戶遍佈製造、金融、政府及工商企業等領域，服務對象超過一萬家中大型企業。
資通提供的產品與解決方案包括電子化人力資源系統（eHR）、MES 系統、電子發票平台、ERP 模組與稽核管理工具，廣泛應用於多個產業。其推出的 ARES PP 文件加密系統與企業安全管理平台被多家中大型企業採用。在人工智慧與資安技術領域，資通取得以下政府認證：
- 數位發展部 人工智慧技術服務能量登錄[21]（2024）

- 數位發展部 資訊安全能量登錄認證[22]（2022、2024）

- 經濟部工業局 技術服務機構能量登錄[23]（2021）

- SO/IEC 27001  資訊安全管理認證[24]（2021、2024），展現國際資安管理標準的落實。

公司亦與國際資安產品供應商合作，包括 Fortify（OpenText）、Comodo、KnowBe4 等，負責其台灣地區代理與技術支援。另投資物聯網新創公司邁森科技（Mason Technology），發展智慧製造與工業 AI 領域。
資通亦與道瓊斯（Dow Jones）合作導入合規名單資料庫，支援金融業與企業之洗錢防制及制裁名單管理。

## 關係企業
- 會通資訊股份有限公司
- 倍力資訊股份有限公司
- ARES International (Thailand) Co., Ltd.

## 外部連結
- （繁體中文）資通電腦官網 （页面存档备份，存于）
- （英文）資通電腦 （页面存档备份，存于）
- （简体中文）資通電腦 （页面存档备份，存于）
- 資通電腦的Facebook專頁
- YouTube上的資通電腦頻道
- 資通電腦Linkedin